# 罗村站
罗村站是佛山地铁3号线的一个车站，位于中国广东省佛山市南海区机场路与北湖一路交叉路口处。该站于2024年8月23日启用。

## 车站结构

### 车站楼层

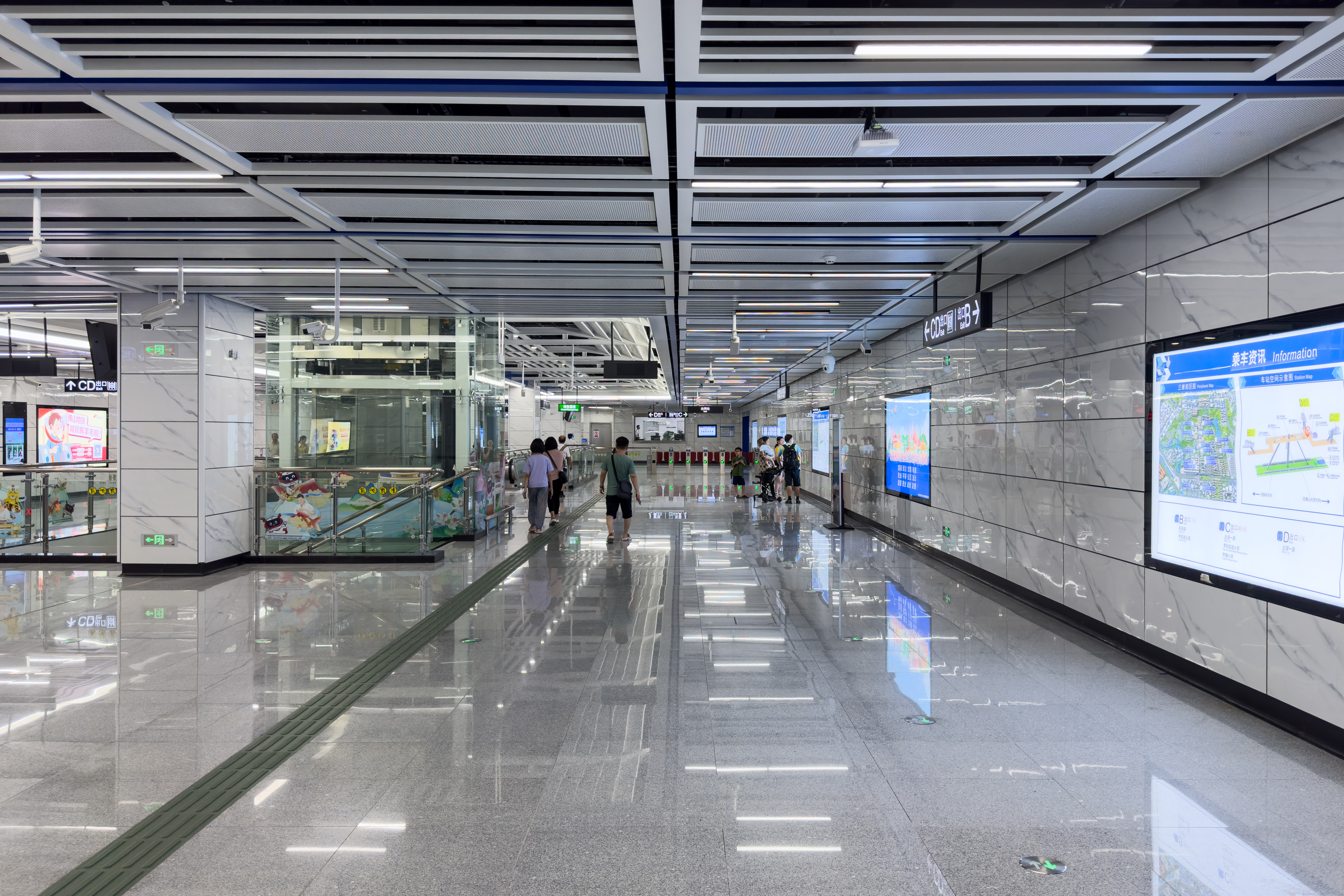
站厅

本站为地下二层岛式车站，全长约207米。
| 地下一层 | 站厅     | 售票机、客服中心、商店、警务室、安检设施 |  |  |
| 地下二层 | 1 站台   | █3号线 佛山大学方向（下站：佛山西站）    |  |  |
|          | 岛式站台 |                                          |  |  |
|          | 2 站台   | █3号线 联和方向（下站：孝德东）          |  |  |

### 站台
本站设有一个岛式站台，位于机场路的地底。

### 出入口
本站初期设有B、C、D三个出入口供乘客进出，分布于机场路南北两侧。
|                                           |                                                       |      |          | |
| 編號                                      | 设施                                                  | 照片 | 出口指示 | 建議前往的目的地 |
| B                                         | 盲道标志 · 扶手电梯标志                               |      | 机场路   | 孝德湖公园、尚观御园、地铁罗村站公交车站、北湖二路中公交车站、碧翠豪城公交车站（北行）、海宜广场公交车站（北行）、罗村实验小学公交车站（北行）、罗村中心广场公交车站（东行）、吴村公交车站（北行） |
| C                                         | 盲道标志 · 无障碍通道标志 · 升降机标志 · 扶手电梯标志 |      | 北湖一路 | 罗村实验小学、芦塘小学、罗村实验小学公交车站（南行）、吴村公交车站（南行） |
| D                                         | 盲道标志 · 扶手电梯标志                               |      | 北湖一路 | 时代倾城、碧翠豪城公交车站（南行）、海宜广场公交车站（南行）、罗村中心广场公交车站（西行）、南湖一路公交车站（南行）、状元路公交车站                                                               |
| 註： 設有 \| 設有 \| 設有 \| 設有扶手電梯 |                                                       |      |          | |

## 历史
本站于2016年11月18日正式开工，2019年1月19日实现主体结构封顶。
2024年8月23日，本站随3号线“联和至佛山大学”段开通而启用。